# Misao Senbongi
Misao Senbongi é um compositor de música de vídeo-games.

## Lista de trabalhos
- Biohazard Sound Chronicle(2005)
- Resident Evil 4 (2005)
- Resident Evil Remake (2002)
- Devil May Cry soundtrack (2004)